# تیره‌نگاردندان‌ها
تیره‌نگاردندان‌ها (نام علمی: Amblyglyphidodon) نام یک سرده از تیره شقایق‌ماهیان است.